# Râul Fornădia
Râul Fornădia sau Râul Vălișoara este un curs de apă, afluent al râului Căian

## Hărți
- Harta județului Hunedoara
- Harta munților Apuseni